# Cockermouth Castle
Cockermouth Castle är ett slott i Storbritannien.   Det ligger i grevskapet Cumbria och riksdelen England, i den centrala delen av landet, 400 km nordväst om huvudstaden London. Cockermouth Castle ligger 52 meter över havet.
Terrängen runt Cockermouth Castle är platt åt nordväst, men åt sydost är den kuperad.Runt Cockermouth Castle är det ganska tätbefolkat, med 70 invånare per kvadratkilometer. Närmaste större samhälle är Whitehaven, 19,2 km sydväst om Cockermouth Castle. Trakten runt Cockermouth Castle består i huvudsak av gräsmarker.